# Паломера
Паломера (ісп. Palomera) — муніципалітет в Іспанії, у складі автономної спільноти Кастилія-Ла-Манча, у провінції Куенка. Населення — 194 особи (2010).
Муніципалітет розташований на відстані близько 150 км на схід від Мадрида, 7 км на схід від Куенки.
На території муніципалітету розташовані такі населені пункти: (дані про населення за 2010 рік)
- Молінос-де-Папель: 51 особа
- Паломера: 143 особи

## Демографія
Динаміка населення (INE ):